# Parryella filifolia
Parryella filifolia är en ärtväxtart som beskrevs av Asa Gray. Parryella filifolia ingår i släktet Parryella och familjen ärtväxter. Inga underarter finns listade i Catalogue of Life.